# Católicos hebreos

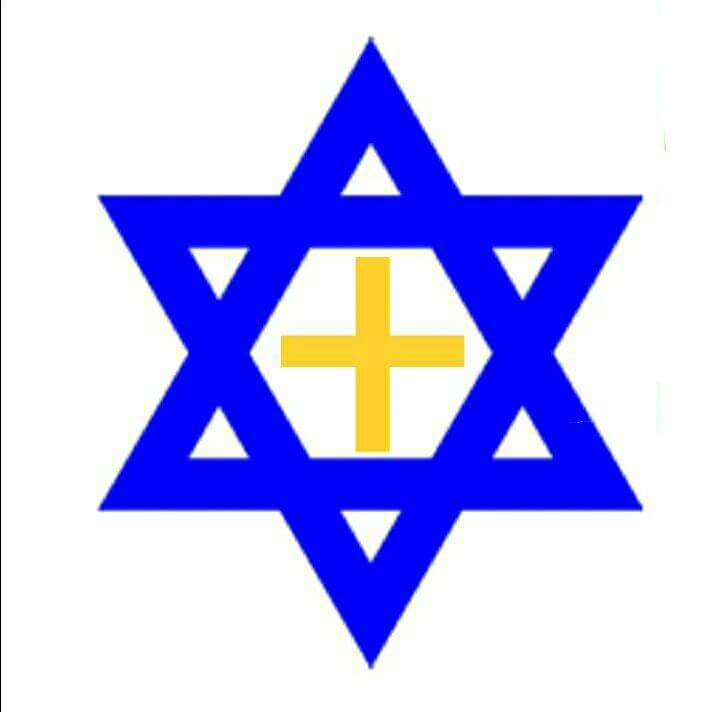
Maguen David (Estrella de David) con Cruz en el centro.

Los católicos hebreos (en hebreo israelí moderno עברים קתולים, Ivrím Qatholím) son el conjunto de judíos conversos al catolicismo. Son denominados así según la propuesta ofrecida por el sacerdote carmelita Elías Friedman (1987), quien era igualmente un judío converso.
Dentro y fuera de la Iglesia católica son conocidos también como católicos de tradición hebrea, ya que se caracterizan porque mantienen sus tradiciones judías a la luz del Evangelio y la Doctrina de la Iglesia católica, siendo un pequeño grupo influyente de católicos de origen judío que de diferente forma trabajan por la restauración y la salvación del Pueblo Judío al interior de la Iglesia.
Muchos católicos hebreos residen en Israel. Según David Moss (2000), actual presidente de la Asociación de Católicos Hebreos de EE. UU., el número de miembros supera los 10 000 en todo el mundo; por su parte, el vicario apostólico para la comunidad de católicos de habla hebrea en Israel, pbro. David Neuhaus, informa sobre la existencia de 4 000 casas de reunión (2009), en todo el Estado de Israel.

## Origen de la denominación
Tradicionalmente se les ha llamado judíos conversos o cristianos nuevos desde la Edad Media en distintos lugares de Europa y el Medio Oriente, y más recientemente judíos cristianos o judíos católicos.
Según el enfoque del sacerdote católico Elías Friedman, O.C.D., fundador de la Asociación de Católicos Hebreos, estas denominaciones no deberían usarse más, ya que, como este sugiere, «el término “judío” se use, como fue históricamente, para referirse a aquellos que aceptan la ley religiosa judaica» y que «la palabra “hebreo”, por otro lado, se refiere al pueblo de la elección aun si ellos aceptan la ley rabínica o no».
En consecuencia, en su propuesta Friedman recomienda que «no deberían llamarse a sí mismos judíos cristianos o judíos católicos, sino hebreos cristianos o hebreos católicos, porque ya no siguen estando más bajo la ley rabínica, sino que se concebirán a sí mismos como parte permanente del pueblo de la elección» (op. cit.).
Los católicos hebreos consideran que puede ser tenido como tal, por un lado, a todo aquel de origen judío que haya sido bautizado en la Iglesia católica y permanezca en ella voluntariamente, descendientes de judíos o, por otro lado, a aquellos católicos de origen no judío que estén en contacto con la lengua, la cultura y la espiritualidad hebrea y deseen pertenecer y colaborar con alguna de las asociaciones que los agrupan.

## Algunas perspectivas halájicas
Según Bloomer (2008) «Hay un amplio rango de católicos hebreos, desde los que no observan nada de las costumbres judías hasta aquellos que observan lo mismo que los judíos ortodoxos. Hay diferentes opiniones pero todos intentan aceptarse el uno al otro independientemente de su nivel de rigurosidad».
En este mismo sentido, el vicario de la Comunidad Católica Hebrea, pbro. Neuhaus, S.J (2008), un sacerdote jesuita de los católicos hebreohablantes de Jerusalén y nacido en hogar judío, declara lo siguiente: «Tanto como puedo entender el Nuevo Testamento, las leyes alimentarias no son obligatorias para los que viven en Cristo. Solo entendería que la ley alimentaria sea observada por católicos judíos si siempre la practicaron antes de convertirse en católicos. En realidad no hay ningún inconveniente. Pero adoptar las leyes como
católicos (o como judíos seculares que se han convertido en católicos) no tiene mucho sentido, ya que tenemos la plenitud de la promesa en Jesús.»

## Identidad
Los Hebreos Católicos o Católicos de Tradición Hebrea son un movimiento ecuménico a nivel mundial en el que participan voluntariamente tanto judíos como no judíos. Las principales sociedades de estos son: The Association of Hebrew Catholics (La Asociación de Católicos Hebreos), Remnant Of Israel (El Remanente de Israel), Católicos de Tradición Hebrea Mashíaj que hace presencia en Hispanoamérica, y Miriam Bat Tzion (María Hija de Sion) en Francia.
No deben confundirse con judíos mesiánicos ni con cualquier secta judeocristiana de nuevo cuño. No es un movimiento cismático ni separatista ni autocéfalo. Algunos de ellos se identifican a sí mismos halájicamente (según las leyes internas judías siempre y cuando se hayan puesto en práctica) como judíos y obedecen los lineamientos de la Iglesia Católica a la vez que observan las pautas de su milenaria tradición, sin que en ello exista sincretismo, como se pudiera pensar. En asociaciones como Católicos de Tradición Hebrea Mashiaj, observar a la luz del Evangelio y del Magisterio de la Iglesia ciertos aspectos de la Halajá, es decir, la Ley Judía contenida en la Mishná y la Guemará (Talmud), el Pirkei Avot, el Shulján Aruj y desarrollada continuamente por los rabinos tradicionalistas.
Sus misas son celebradas principalmente en el rito latino (rito romano) pero en lengua hebrea. En Israel están bajo el cuidado pastoral de la Vicaria de Santiago para Católico de Habla Hebrea en Israel del Patriarcado Latino de Jerusalén.

## Parroquias de la Vicaria de Santiago para Católicos de Habla Hebrea en Israel
Vicaria de Santiago (Saint James Vicariate, original en inglés)  es el nombre oficial por el cual es conocido la Vicaria Católica Hebrea. Esta Vicaria cuenta con 6 parroquias en el territorio israelí, tales son:
- Beersheva, párroco Rev. Pbro. Paul Collin.

- Haifa, párroco Rev. Pbro. David Neuhaus, S.J.

- Jerusalén, párroco Rev. Pbro. Apolinary Szwed, O.F.M.

- Tel-Aviv, párroco Rev. Pbro. Jan Hlavka

- Comunidad Rusa, párroco Rev. Pbro. Slavomir Abramovsky

- Centro-Sur Israel, párroco Rev. Pbro. Jan Hlavka

## Asociaciones Hebreas Católicas
Existen varias asociaciones que actualmente agrupan a los Hebreos Católicos, entre ellas se cuentan la Association of Hebrew Catholics, con presencia en los EE. UU. y el resto del mundo (es la única organización hebreo-católica reconocida hasta ahora por el Vaticano), Miriam Bat Tzion y Hebreos Católicos de Tradición Hebrea Mashíaj, esta última asociación tiene un ministerio de danza y música hebraica. Entre los distintos objetivos que persiguen se encuentran principalmente:
- Preservar la herencia cultural y espiritual del Pueblo de Israel en la Iglesia católica.
- Demostrar las raíces judías de la Iglesia católica.
- Mantener una postura de diálogo entre judíos y cristianos de todas las corrientes en lo relacionado con los asuntos judeocristianos.

Estas asociaciones cuentan con miembros principalmente en los EUA, América Latina e Israel. Sin embargo, están presentes en países como Francia, Italia, España, Portugal, Alemania, Países Bajos, Bélgica, Polonia, Hungría, Canadá, Argentina, Brasil, Uruguay, Paraguay, México, Colombia, Venezuela, Chile, Perú, Sudáfrica, Australia .
La Association of Hebrew Catholics tiene amplia representación en Latinoamérica especialmente en Argentina y Brasil. En la región también opera la "Asociación Mashiaj" que está liderada por el sacerdote diocesano Hernán Díaz de la diócesis venezolana de Maracay.

## Notables hebreos católicos
Sabras.
- San Ángel de Sicilia, O.C.D. (de Jerusalén).

Israelíes
- Padre Elías Friedman, O.C.D. (origen sudafricano)
- Padre Bruno Hussar (fundador de Oasis de Paz)
- Rafael Stern (origen rumano, fue soldado israelí en la Guerra de los 6 días, cofundador de la ciudad de Arad, en Israel).
- Abraham Shmueloff (monje trapense, origen judeo-persa)

Sefardíes (origen judeoespañol)
- San Juan de Ávila (Consejero de Santa Teresa de Jesús)
- Santa Teresa de Jesús (de Ávila) (Fundadora de la O.C.D.).
- San Juan de la Cruz (Cofundador de la O.C.D.)
- Monseñor Pablo de Santa María (llamado Salomón Halevy))
- Fray Luis de León (poeta, humanista y traductor agustino español)
- Padre Benito Arias Montano (sacerdote, escritor, traductor y políglota español)
- Luis de Carvajal y de la Cueva (conquistador español de Nuevo León, México)
- Abraham de la Cruz (Abraham Kron) (fundador de la Fraternidad Estrella de la Mañana)

Asquenazíes
- Jacob Leib Frank (Promotor de grandes conversiones en Polonia)
- Padre Hermann Cohen
- Padre Jacob Lieberman
- Santa Teresa Benedicta de la Cruz (Edith Stein, O.C.D)
- Sor Rosa Stein, O.C.D.
- Eugenio Zolli (rabino Israel Zoller)
- Padre Daniel Rufeisen, O.C.D.
- Padre Arthur Klyber, C.S.S.R.
- Padre José Napoleon Andrickson Barinas: 1867-1947 Originalmente de Curacao, después emigró a República Dominicana.
- David Goldstein

Tsarfatíes (origen judeofrancés)
- David Paul Drach
- Padre Teodoro Ratisbonne
- Padre Alfonso Ratisbonne (fundador de la Congregación de Nuestra Señora de Sion)
- Cardenal Jean-Marie Lustiger (Arzobispo de París)
- Mons. Jean-Baptiste Gourion (Arzobispo Auxiliar de Jerusalén)
- Jean-Marie Setbon

Resto del mundo
- Roy Schoeman, catedrático de la Universidad de Harvard

Nota: Cabe destacar que, según García (2002) y Pérez (2008), el Rey Fernando II de Aragón, el Católico, era de ascendencia judía , así como los inquisidores generales Fray Tomás de Torquemada y Fray Diego de Deza (Las Heras, 2006). Según el historiador hebreo-católico Athol Bloomer (House of David, 2005) el Emperador Carlomagno fue igualmente de origen judío.